# Amphicynodontinae
Amphicynodontinae es un posible clado de arctoideos extintos. Si bien algunos investigadores consideran que este grupo es una subfamilia extinta de osos,  una variedad de evidencia morfológica vincula a los anficinodontinos con los pinnípedos, ya que los miembros del grupo eran mamíferos semiacuáticos parecidos a nutrias. Ha sido clasificado junto a los Pinnipedia pinnípedos Phocoidea. Además del apoyo del clado pinnípedo-anficinodontino, otros análisis morfológicos y algunos moleculares apoyan que los osos son los parientes vivos más cercanos a los pinnípedos.  Según McKenna y Bell (1997) Amphicynodontinae se clasifican como tallo- pinnípedos en la superfamilia Phocoidea.  Se han encontrado fósiles de estos mamíferos en Europa, América del Norte y Asia. Amphicynodontinae no deben confundirse con Amphicyonidae (perros-oso), una familia separada de Carnivora que es un clado hermano de los arctoideos dentro de los caniformes, pero que pueden aparecer como un clado de arctoideos extintos en publicaciones más antiguas.

## Sistemática
- Subfamilia †Amphicynodontinae (Simpson, 1945)
  - †Amphicticeps (Matthew and Granger, 1924)
    - †Amphicticeps makhchinus (Wang et al., 2005)
    - †Amphicticeps dorog (Wang et al., 2005)
    - †Amphicticeps shackelfordi (Matthew and Granger, 1924)

  - †Parictis (Scott, 1893)
    - †Parictis primaevus (Scott, 1893)
    - †Parictis personi (Chaffee, 1954)
    - †Parictis montanus (Clark & Guensburg, 1972)
    - †Parictis parvus (Clark & Beerbower, 1967)
    - †Parictis gilpini (Clark & Guensburg, 1972)
    - †Parictis dakotensis (Clark, 1936)

  - †Kolponomos (Stirton, 1960)
    - †Kolponomos newportensis (Tedford et al., 1994)
    - †Kolponomos clallamensis (Stirton, 1960)

  - †Allocyon (Merriam, 1930)
    - †Allocyon loganensis (Merriam, 1930)

  - †Pachycynodon (Schlosser, 1888)
    - †Pachycynodon tedfordi (Wang & Qiu, 2003)
    - †Pachycynodon tenuis (Teilhard de Chardin, 1915)
    - †Pachycynodon filholi (Schlosser, 1888)
    - †Pachycynodon boriei (Filhol, 1876)
    - †Pachycynodon crassirostris (Schlosser, 1888)

  - †Amphicynodon (Filhol, 1881)
    - †Amphicynodon mongoliensis (Janovskaja, 1970)
    - †Amphicynodon teilhardi (Matthew and Granger, 1924)
    - †Amphicynodon typicus (Schlosser, 1888)
    - †Amphicynodon chardini (Cirot and De Bonis, 1992)
    - †Amphicynodon cephalogalinus (Teilhard, 1915)
    - †Amphicynodon gracilis (Filhol, 1874)
    - †Amphicynodon crassirostris (Filhol, 1876)
    - †Amphicynodon brachyrostris (Filhol, 1876)
    - †Amphicynodon leptorhynchus (Filhol, 1874)
    - †Amphicynodon velaunus (Aymard, 1846)